# フェオホルビダーゼ
フェオホルビダーゼ(pheophorbidase, EC 3.1.1.82, phedase, PPD)は、系統名がpheophorbide-a hydrolaseの酵素である。この酵素は以下の化学反応を触媒する。
フェオホルビドa + H2O {\displaystyle \rightleftharpoons } ピロフェオホルビドa + メタノール + CO2 （全反応）
(1a) フェオホルビドa + H2O {\displaystyle \rightleftharpoons } C-132-カルボキシピロフェオホルビドa + メタノール
(1b) C-132-カルボキシピロフェオホルビドa {\displaystyle \rightleftharpoons } ピロフェオホルビドa + CO2 (非酵素的反応)
この酵素は高等植物と藻類におけるクロロフィルの分解に関与する。